# Annai

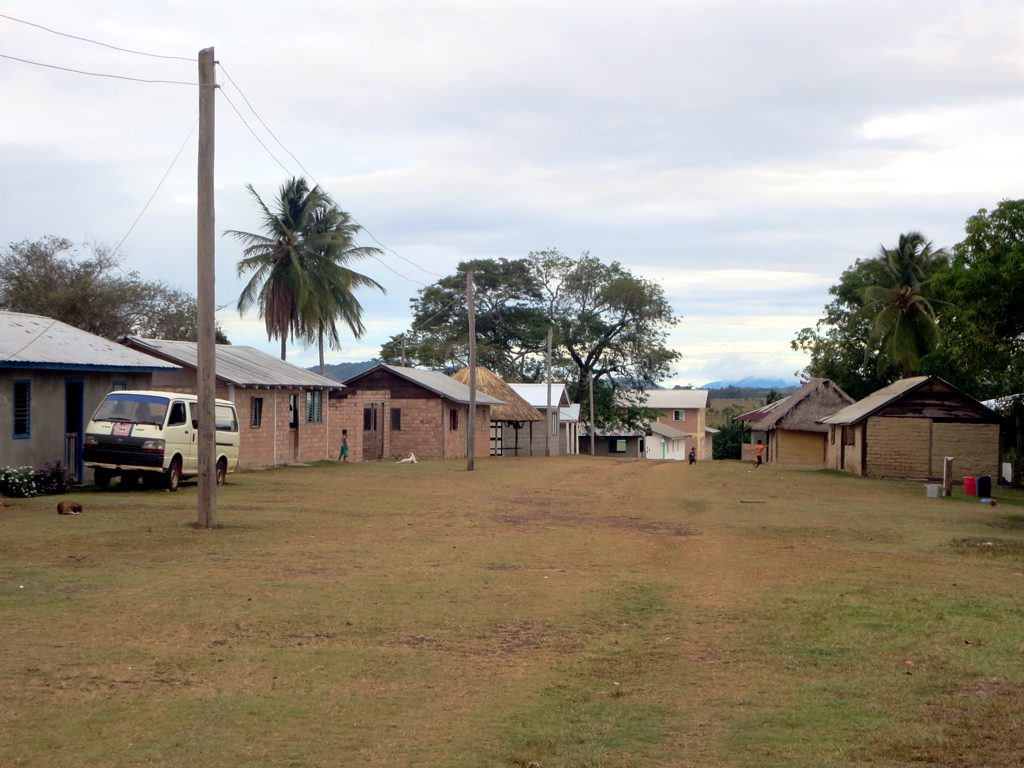
Annai (2014)

Annai ist eine Gemeinde in der Provinz Upper Takutu-Upper Essequibo in Guyana. Der Ort liegt am Rande der Rupununi Savanne zwischen den kleinen Bergen des Pakaraima-Gebirges sowie am Rupununi-Fluss. Die Gemeinde liegt etwa 15 Meilen nördlich von Karanambo und rund 260 Meilen von Georgetown entfernt. Die meisten Bewohner gehören dem Volk der Macushi an. Auf dem Flughafen von Annai können leichte Flugzeuge landen.